# Joseph de Pasquale
Joseph de Pasquale (né le 14 octobre 1919 à Philadelphie et mort le 22 juin 2015) est un altiste américain.

## Biographie
Il est probablement le disciple le plus connu de l'altiste légendaire que fut William Primrose. Pendant des années, Joseph de Pasquale a été premier alto de deux orchestres célèbres : l'Orchestre symphonique de Boston et l'Orchestre de Philadelphie. Il a enregistré à quatre reprises (1947 1954 1965 1976) Harold en Italie de Berlioz. Il s'est produit et a enregistré avec nombre d'instrumentistes de légende (Jascha Heifetz, Ruggiero Ricci, Isaac Stern, Gregor Piatigorsky). Il a créé plusieurs œuvres importantes du répertoire pour alto et a enregistré pour les labels RCA et Sony. Joseph de Pasquale fut professeur d'alto au Curtis Institute of Music de Philadelphie.